# Minerva (azienda austriaca)

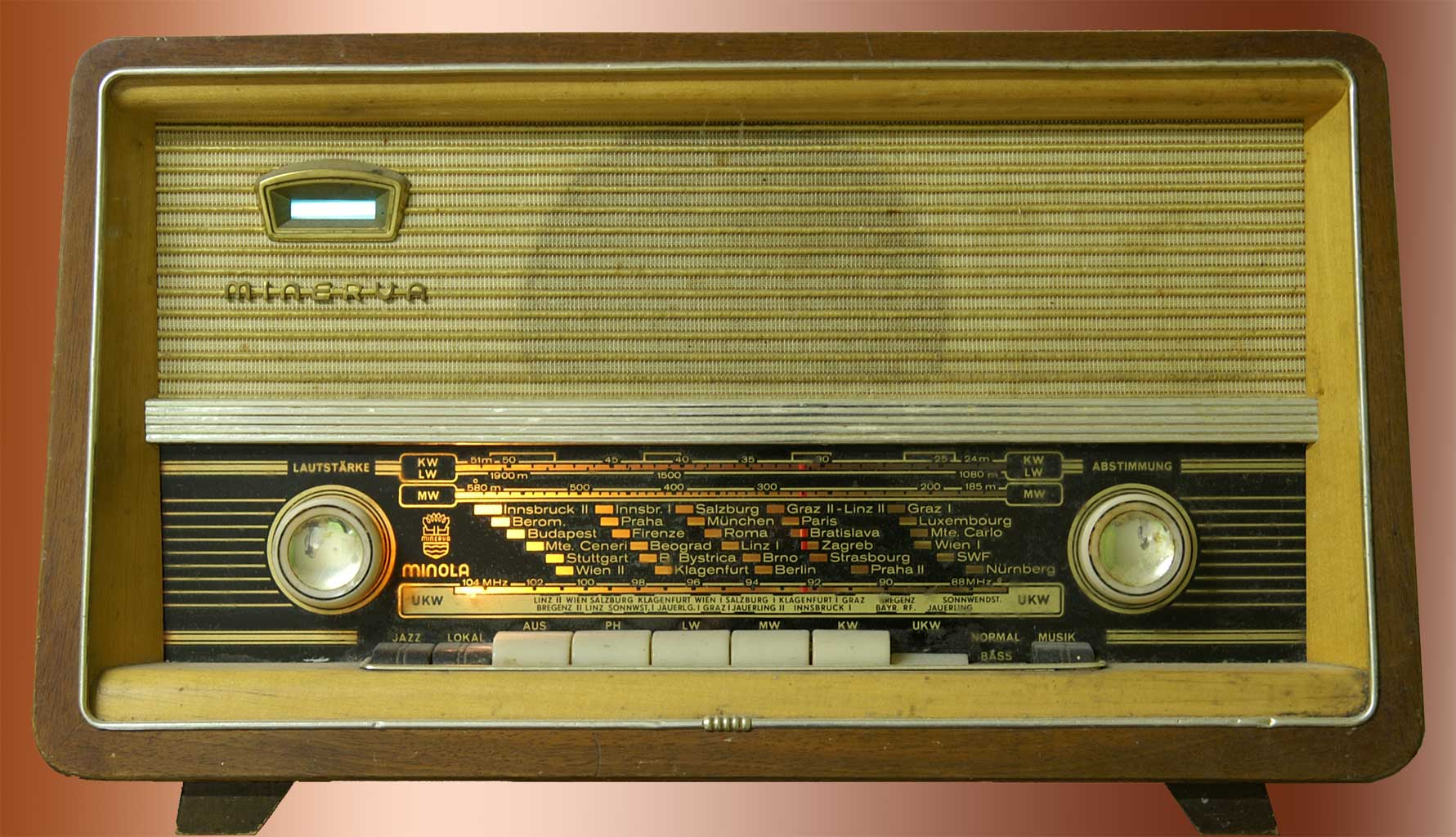
Minerva Minola del 1962

La Minerva è stata un importante marchio industriale austriaco principalmente di radio.

## Storia
La fabbrica fu fondata a Vienna nel 1919 da Wilhelm  Wohleber (Heidelberg 1890 - 1950) e nel 1924 incominciò la commercializzazione delle prime radio che erano un assemblaggio di moduli provenienti da altri marchi con altri di produzione propria.
La piccola industria, che inizialmente si chiamava "Radiola" e denominava i suoi prodotti in maniera differente come Aeriola, Aerophon, Radioglobe, Radiopa, prese nel 1927 l'unico e definitivo titolo di Minerva in quanto Radiola era un marchio registrato dalla statunitense RCA e Aeriola registrato dalla Westinghouse.
La qualità del prodotto delle radio Minerva e la facile reperibilità di pezzi da ricambio per le riparazioni portò ad un repentino sviluppo del prodotto nel mercato europeo con ben 27 modelli differenti già nella stagione 1929/'30. Con la crisi economica degli anni trenta la Minerva per riuscire a sopravvivere si suddivise in tre distinti marchi.
Nel mercato di esportazione per riuscire ad aggirare i dazi doganali che pesavano a differenza dei prodotti interni Wohleber strinse degli accordi con altri produttori che ebbero la licenza così di produrre gli stessi prodotti che venivano fabbricati dalla Minerva austriaca. Fu così che in Svizzera la Titans collaborò al progetto, in Polonia la Elektrit, in Francia la Giraud Frères e in Italia la Luigi Cozzi dell'Aquila.
Durante la II Guerra Mondiale lo stabilimento Minerva di Vienna, viene distrutto dai bombardamenti. La Minerva si ritrova dover ripartire praticamente da zero avendo la fabbrica da ricostruire come pure i magazzini, mentre le materie prime e i macchinari erano stati sequestrati.
Già nel 1946 la produzione riprendeva, e piano piano ritornava ai vertici del mercato di radioricevitori per uso civile.
Intanto nel 1950 all'età di 60 anni muore  Wilhelm  Wohleber e l'azienda passa nelle mani della moglie Elisabeth Wohleber  e dell'ingegnere Egon Mally e sotto la loro direzione l'azienda continua mantenersi su alti standard qualitativi proponendo tra i primi radioricevitori delle radiofrequenze FM nel 1950 e la prima a proporre in Austria radio a transistor nel 1957. Sviluppò la costruzione di televisori e giradischi.
Infine nel 1969 l'azienda viene venduta a Max Grundig e dal 1972 il marchio Minerva non è stato più utilizzato.

## Minerva in Italia
Nel 1936, la S.A. Ind. Luigi Cozzi dell'Aquila di Milano, con a capo Aldo Cingolani, avvia la produzione di apparecchi radio Minerva, su licenza della casa madre austriaca.
Inizialmente i modelli italiani erano identici ai rispettivi apparecchi austriaci, ma successivamente la produzione italiana ebbe uno sviluppo indipendente dalla casa madre, per riuscire a far breccia nel gusto del consumatore italiano; soprattutto all'indomani dell'Anschluss del 1938, quando la Minerva Austria si vide costretta a produrre solamente ciò che il Reich comandava e cioè alla costruzione del DKE (Deutscher Kleinempfänger) e del VE (Volksempfänger), le famose radio di Hitler.
Quando la Minerva austriaca viene acquisita da Grundig, anche lo stabilimento italiano subirà la stessa sorte, venendo definitivamente chiuso nel 1980.

## Rinascita
Nel 2006 la Grundig vende i diritti del marchio Minerva e nel 2007 ritorna la vendita di prodotti con il marchio Minerva, ma solo per quanto riguarda televisori LCD. Agli inizi del maggio 2011 Robust Electronics annuncia che l'investimento sulla produzione di televisori di nuova generazione era troppo rischioso.

## Curiosità
La denominazione dei vari modelli avevano anche un carattere numerico di tre cifre dove le prime due indicavano l'anno di produzione, l'ultima il numero di valvole.